# Messgehilfe
Als Vermessungs- oder Messgehilfe wird in der Geodäsie und Astrometrie eine angelernte Hilfskraft bezeichnet, die vor allem im Außendienst eingesetzt wird. Die Hauptaufgaben sind
- das Aufstellen der Messlatte über den aufzunehmenden Punkten (Boden- oder Grenzpunkte, Gebäudeteile …)
- das Aufsuchen und evtl. Ausgraben der Festpunkte (Bodenmarken, KT-Steine usw.)
- bei topografischen Aufnahmen das Erkunden von Geländedetails und von Visuren, um das Anzielen mit dem Theodolit zu ermöglichen.

Der Vermessungsgehilfe wird regional auch Figurant genannt, was auf die bei jungen Gehilfen oft flinken Ortswechsel zwischen den Messpunkten anspielt.